# GU Волопаса
GU Волопаса (лат. GU Boötis) — тройная звезда в созвездии Волопаса на расстоянии приблизительно 530 световых лет (около 163 парсеков) от Солнца. Видимая звёздная величина звезды — от +13,7m до +13,1m. Возраст звезды определён как около 1 млрд лет.
Пара первого и второго компонентов — двойная затменная переменная звезда типа Алголя (EA). Орбитальный период — около 0,4887 суток (11,73 часа).

## Характеристики
Первый компонент — красно-оранжевый карлик спектрального класса K7, или K8,5, или M0, или M1V. Масса — около 0,61 солнечной, радиус — около 0,6372 солнечного, светимость — около 0,345 солнечной. Эффективная температура — около 4226 K.
Второй компонент — красный карлик спектрального класса M0, или M1V, или M1,5. Масса — около 0,599 солнечной, радиус — около 0,5999 солнечного, светимость — около 0,334 солнечной. Эффективная температура — около 3810 K. Удалён на 0,814 угловой секунды.
Третий компонент — коричневый или красный карлик. Масса — не менее 0,052 солнечной*. Орбитальный период — около 11,1 года*.